# Červenec 2018
Toto je archivovaný článek z portálu Aktuality.
Červenec 2018 je 7. měsíc roku 2018, který začal v neděli 1. července a skončil v úterý 31. července.

## Aktuality

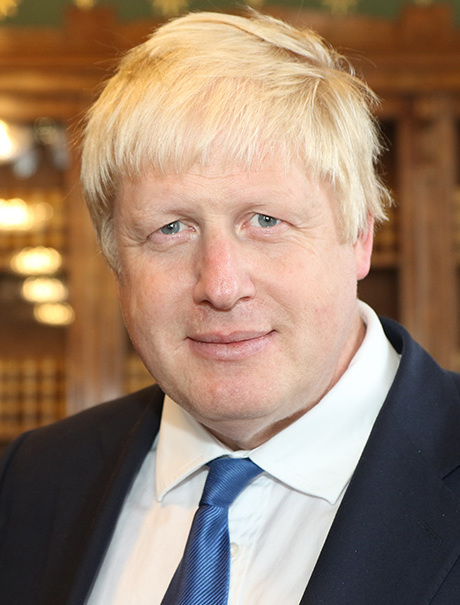
Boris Johnson

1. července – neděle
 V Praze byl zahájen 16. všesokolský slet připomínající 100. výročí vzniku Československa.
2. července – pondělí
 Hluboko v přívalovým deštěm zaplavené thajské jeskyni Tcham Luang Nang Non bylo objeveno všech 13 chlapců pohřešovaných deset dní. Chlapci jsou živí, ale jejich vyvedení z jeskyně si vyžádá mnoho týdnů až měsíců.

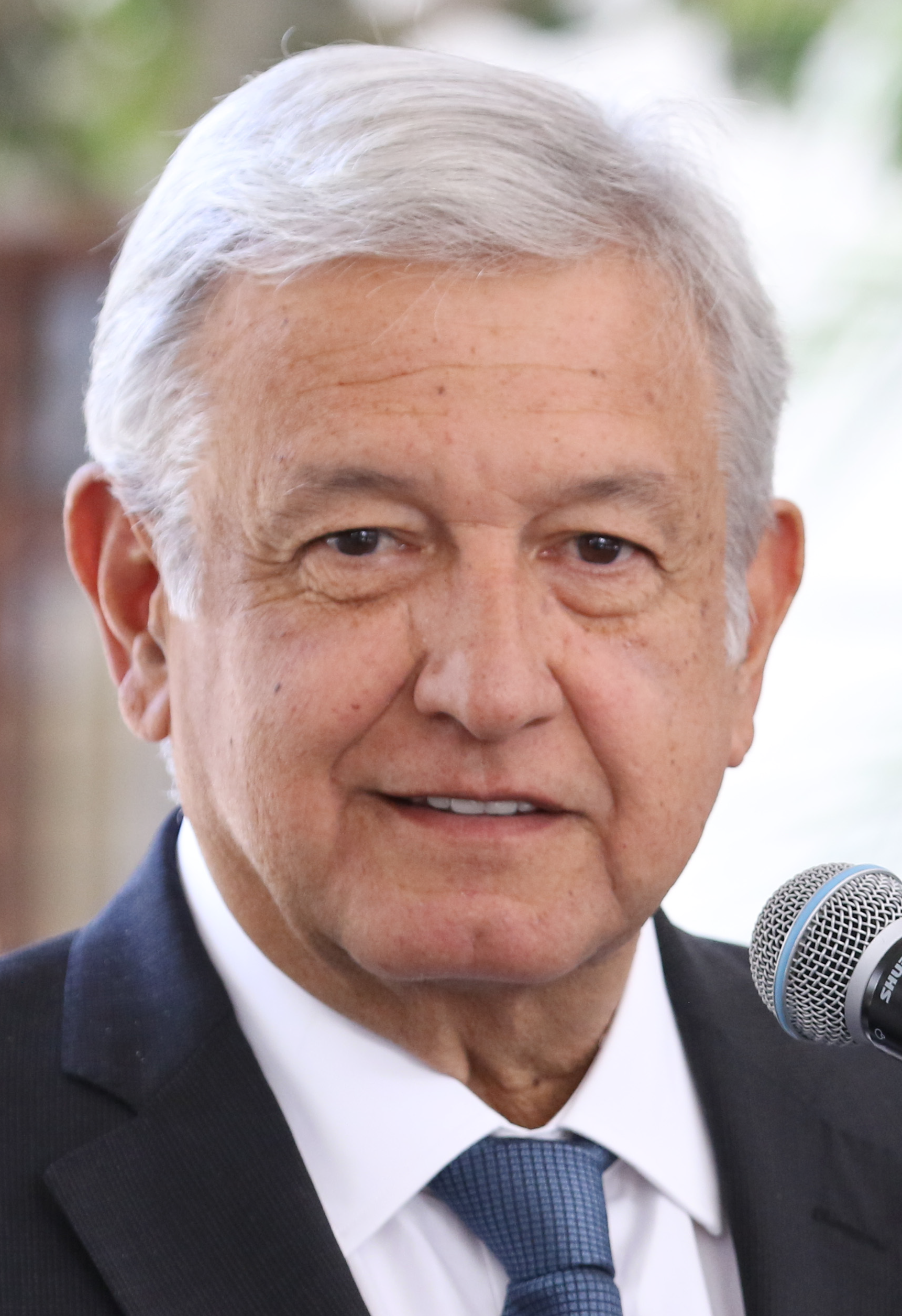
Manuel López Obrador

 Novým mexickým prezidentem byl většinou 53% hlasů zvolen Manuel López Obrador (na obrázku).
 Ve věku 81 let zemřela herečka Emma Černá.
 Antonio Halili, starosta filipínského města Tanauan, byl zastřelen při zpěvu národní hymny neznámým útočníkem.
4. července – středa
  Výbor pro světové dědictví na svém 42. zasedání v bahrajnské Manámě přidal devatenáct památek na seznam Světového dědictví UNESCO.
6. července – pátek

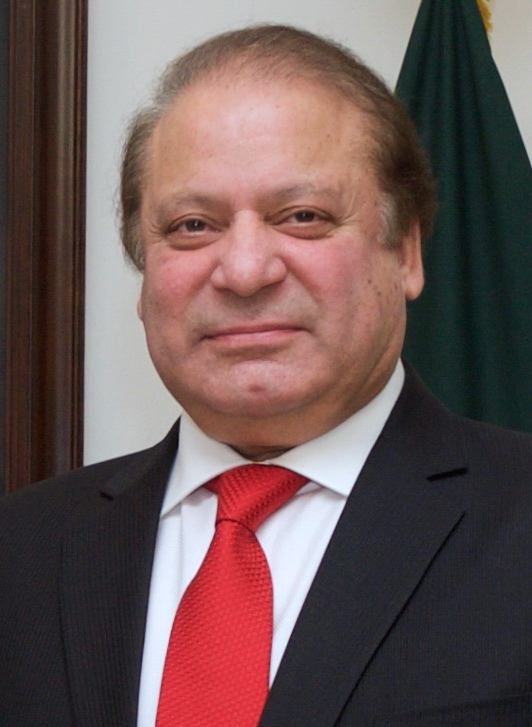
Naváz Šaríf

 Bývalý pákistánský premiér Naváz Šaríf (na obrázku) byl odsouzen za korupci k desetiletému odnětí svobody.
 V Japonsku popravili sedm členů sekty Óm šinrikjó zodpovědných útoku sarinem v tokijském metru. Mezi popravenými byl také zakladatel sekty Šókó Asahara.
8. července – neděle
 Britské úřady uvedly, že Dawn Sturgessová zemřela poté, co byla ve městě Amesbury vystavena chemické zbrani novičok. Otráven byl také její partner Charlie Rowley.
 Záchranáři vynesli z thajské jeskyně Tcham Luang Nang Non čtyři z dvanácti uvězněných fotbalistů.
 Nejméně 156 mrtvých a 2 miliony evakuovaných si vyžádaly povodně a sesuvy půdy na ostrově Šikoku a jižních prefekturách ostrova Honšú.
 Etiopský premiér Abiy Ahmed se v Asmaře setkal s eritrejským prezidentem Isaiasem Afwerkim, aby spolu dojednali dohodu ukončující pohraniční konflikt mezi oběma zeměmi.
 Nejméně 10 lidí zemřelo a 73 bylo zraněno při vykolejení vlaku v turecké provincii Tekirdağ.
9. července – pondělí
 Ministryně spravedlnosti za hnutí ANO Taťána Malá rezignovala na svou funkci kvůli obvinění z plagiátorství ve svých diplomových pracích.
 Etiopie a Eritrea uzavřely mírovou dohodu ukončující dvacetiletý pohraniční konflikt.
 Brexit: Britský ministr zahraničí Boris Johnson (na obrázku) a ministr pro Brexit David Davis rezignovali na své pozice ve vládě Theresy Mayové.
10. července – úterý
 Záchranáři úspěšně vyvedli z jeskyně v severním Thajsku všechny členy fotbalového týmu, které tam před osmnácti dny uvěznila přívalová povodeň.
 Novým ministrem spravedlnosti ve druhé vládě Andreje Babiše byl jmenován nestraník Jan Kněžínek.
11. července – středa
 Beate Zschäpeová, členka neonacistické buňky Nationalsozialistischer Untergrund, byla odsouzena k doživotnímu vězení.
12. července – čtvrtek
 Druhá vláda Andreje Babiše získala důvěru většiny poslanců v Poslanecké sněmovně Parlamentu České republiky.
 Syrské ozbrojené síly obsadily město Dar'á na jihu země, ve kterém před sedmi lety začalo protivládní povstání.

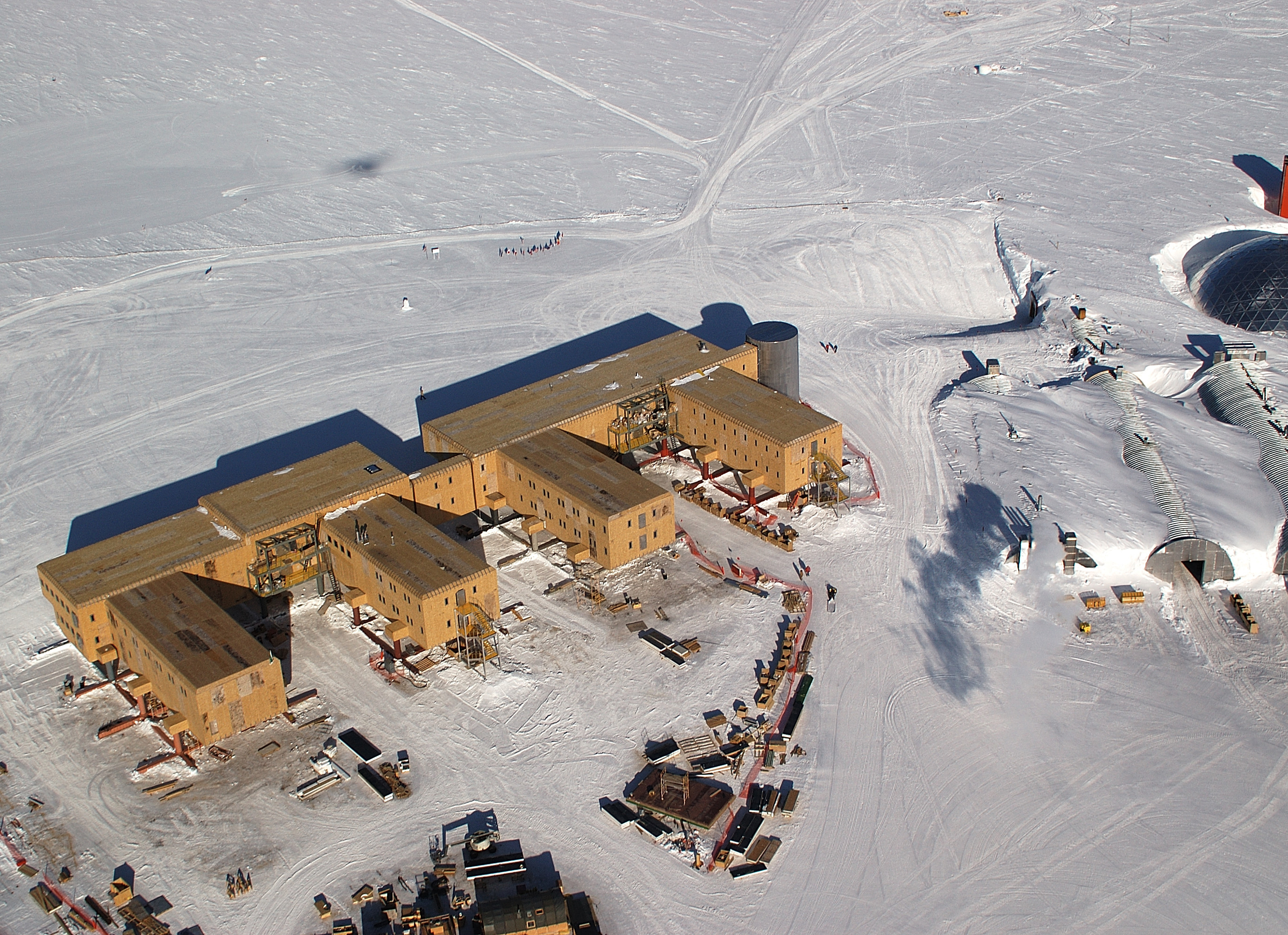
Polární stanice Amundsen-Scott

 Mezinárodní vědecký tým za pomoci záznamů neutrinového detektoru IceCube na polární stanici Amundsen-Scott (na obrázku) lokalizoval zdroj neutrinového záření, kterým je blazar vzdálený čtyři miliardy světelných let.
15. července – neděle
 Francie porazila Chorvatsko 4:2 ve finále Mistrovství světa ve fotbale 2018.
 Syrský červený půlměsíc zahájil deportace stovek povstalců a jejich rodin z města Dar'á do provincie Idlib na severu země.
16. července – středa
 Ve finských Helsinkách se na první vzájemné schůzce setkali prezidenti Spojených státu a Ruska Donald Trump a Vladimir Putin. Jednání nepřineslo žádný závazný závěrečný dokument, ale může být počátkem dalších společných jednání obou světových velmocí.
17. července – úterý

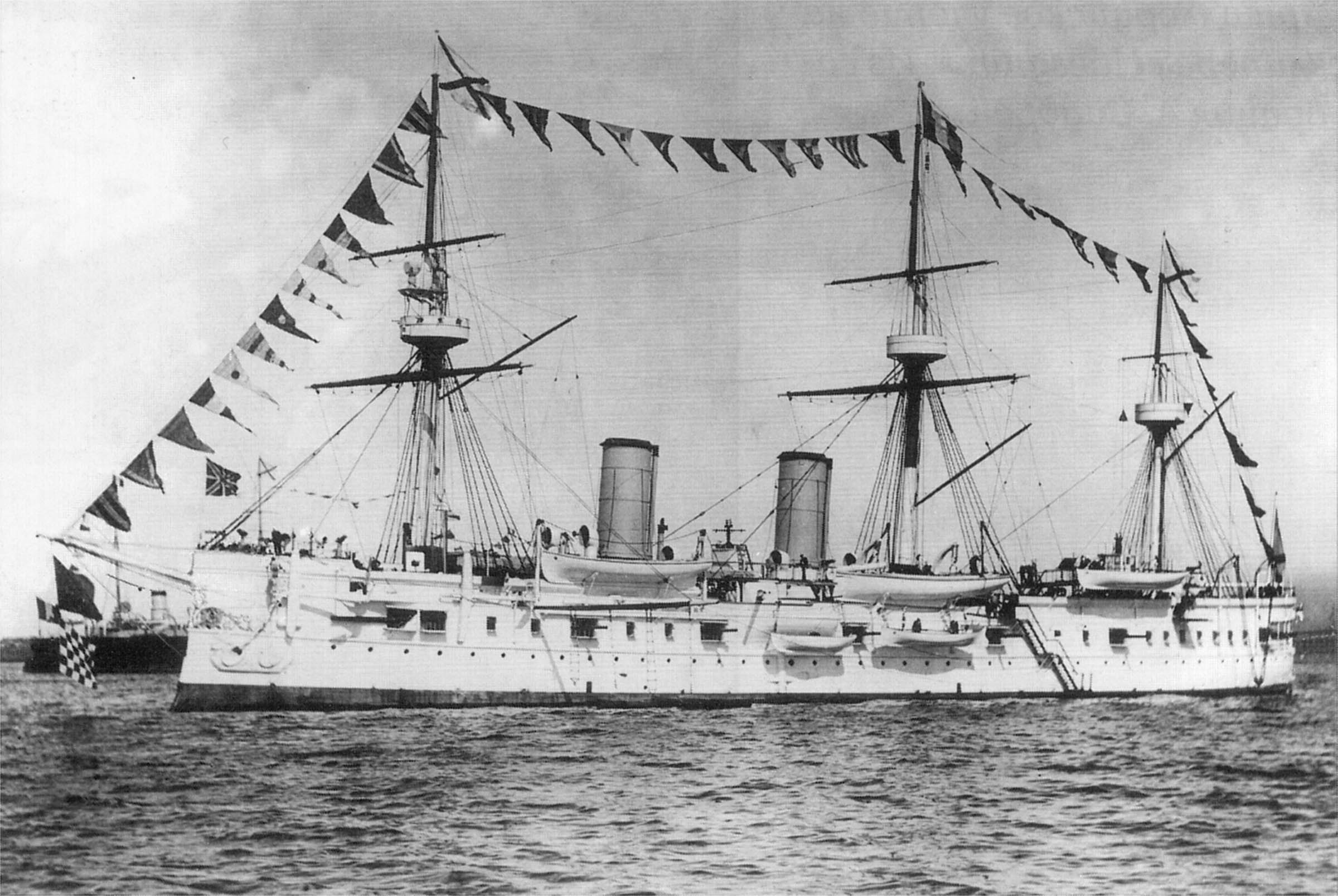
křižník Dmitrij Donskoj

 Jihokorejští výzkumnici objevili poblíž ostrova Ullung-do vrak ruského pancéřového křižníku Dmitrij Donskoj (na obrázku) potopeného v bitvě u Cušimy během rusko-japonské války v roce 1905.
 Ministr práce a sociálních věcí Petr Krčál rezignoval kvůli podezření z plagiátorství ve své bakalářské práci. Na vládním postu ho nahradí Jana Maláčová.
18. července – středa
 Evropská komise udělila společnosti Google pokutu v přepočtu ve výši 112 miliard korun za zneužívání dominantního postavení operačního systému Android v mobilních telefonech.
19. července – čtvrtek

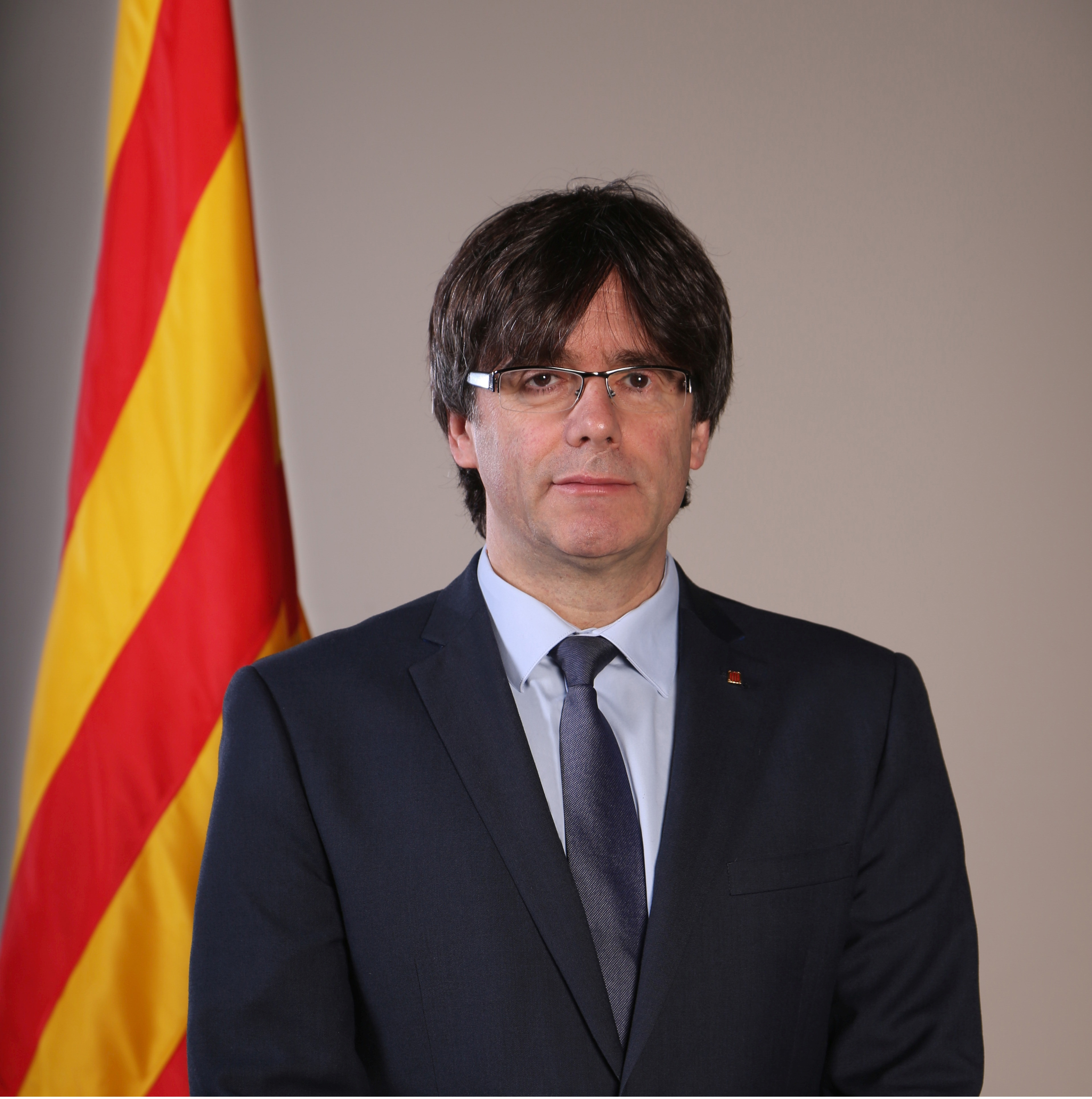
Carles Puigdemont

 Španělský nejvyšší soud zrušil evropský zatýkací rozkaz na Carlese Puigdemonta (na obrázku) a další katalánské politiky.
 Olympijský medailista v krasobruslení Denis Ten byl ubodán na ulici v kazachstánském Almaty.
20. července – pátek
 Po vyhoštění dvou ruských diplomatů z Řecka 13. července se stupňuje diplomatická roztržka mezi oběma státy.

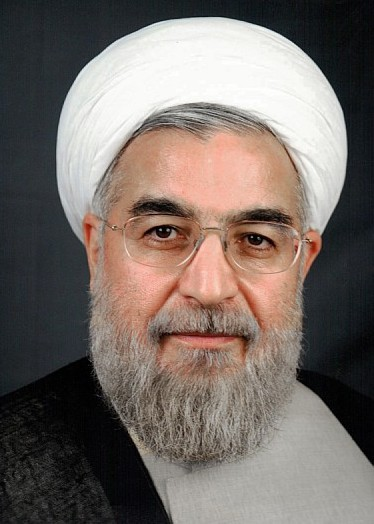
Hasan Rúhání

 Americký prezident Donald Trump pozval hlavu Ruské federace Vladimira Putina do Bílého domu, čímž překvapil doma i v Rusku.
22. července – neděle
 Islamisté z teroristické organizace Boko Haram zabili v Čadu osmnáct lidí a unesli deset žen ve vesnici nedaleko Nigeru u Čadského jezera.
 Hasiči v průběhu několika hodin zasahovali u dvou lesních požárů na Kokořínsku u obcí Jestřebice a Nosálova, naštěstí zde došlo pouze k materiálním škodám.
23. července – pondělí
 Přívalová vlna z protržené přehrady zničila několik vesnic v laoské provincii Attapeu. Nejméně 660 lidí muselo opustit své domovy, kolem 100 lidí je pohřešováno.
 Americký prezident Donald Trump vystoupil s velmi ostrou kritikou projevů íránského prezidenta Hasana Rúháního (na obrázku) a nadále stupňuje napětí mezi oběma státy.
24. července – úterý
 Izraelský protiletecký systém Patriot sestřelil syrský Suchoj Su-17 útočící na pozice Islámského státu v údolí řeky Jarmúk poté, co letoun narušil izraelský vzdušný prostor.
 Bývalí klienti společnosti H-System prohráli soudní spor s insolvenčním správcem a musí do konce měsíce vyklidit 60 nemovitosti v obci Horoměřice u Prahy.
 Řečtí hasiči již druhý den bojovali s rozsáhlými požáry nedaleko města Rafina v kraji Attika. Bylo hlášeno nejméně 60 obětí na lidských životech a více než 150 zraněných osob. V okolí Atén bylo evakuováno z domovů stovky lidí.
 Britská premiérka Theresa Mayová oznámila, že převezme vyjednávání s Evropskou unií o brexitu.
25. července – středa
 Časopis Science publikoval studii, která na základě radarových měření evropské planetární sondy Mars Express dokládá existenci podzemního jezera poblíž jižního pólu planety Mars.

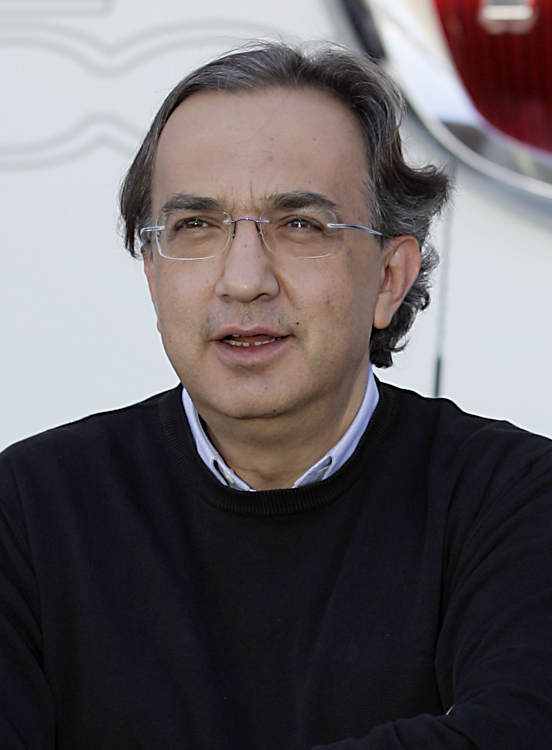
Sergio Marchionne

 V důsledku komplikací po operaci ramene nečekaně zemřel Sergio Marchionne (na obrázku), generální ředitel automobilového koncernu FCA a Ferrari, který zachránil společnosti Fiat a Chrysler před bankrotem.
 Nejméně 100 lidí bylo zabito při sérii bombových útoku Islámského státu v drúzském městě Suvajda.
26. července – čtvrtek

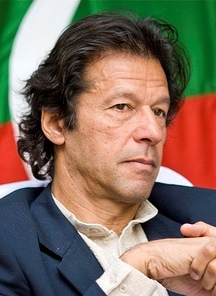
Imran Chán

 Imran Chán (na obrázku), bývalý kriketový hráč a současný předseda Pákistánského hnutí za spravedlnost, se prohlásil vítězem pákistánských parlamentních voleb ještě před vyhlášením jejich celkových výsledků poté, co jeho strana získala většinu hlasů.
27. července – pátek
 Již druhý den hoří v Německu poblíž dálniční křižovatky u Postupimi nedaleko Berlína 90 hektarů borovicového lesa. Zásah hasičů komplikuje přitom nevybuchlá munice z období 2. světové války.
 V Česku bylo v době mezi 21:30 a 23:13 pozorovatelné úplné zatmění Měsíce.
28. července – sobota
 V průběhu posledních dvou dnů zachránily lodě Španělského námořnictva ve Středozemním moři téměř tisícovku migrantů, kteří se na člunech pokoušeli dostat z Afriky k evropským břehům.
29. července – neděle
 Nejméně 16 mrtvých a stovky zraněných si vyžádalo zemětřesení o síle 6,4 stupně, které zasáhlo indonéský ostrov Lombok, ležící nedaleko oblíbené turistické destinace Bali.
30. července – pondělí
 Při sebevražedných útocích teroristické organizace Islámský stát (IS) na syrskou oblast u města Suvajda bylo zabito na 250 lidí a dalších 36 žen a dětí bylo uneseno.
31. července – úterý
 Podle satelitních snímků zveřejněných nejmenovaným americkým vládním zdrojem pokračuje Severní Korea ve výrobě nových balistických střel.
 Americký prezident Donald Trump nabídl, že se kdykoliv a bez jakýchkoliv podmínek setká s íránským prezidentem Hasanem Rúháním. Odpovědí bylo, že by USA se nejprve měly vrátit k mezinárodní jaderné dohodě, od níž odstoupily.